# パルモ (ブロガー)
パルモは日本のブロガーである。女性。ブログがまだ一般的でなかった黎明期に「ザイーガ」「カラパイア」などの海外の事象を紹介するまとめブログを開設・運営し、日本のウェブコンテンツに影響を与えた。

## 人物
2000年1月まで5年ほどアメリカにいた。
失恋をきっかけに恋愛ポエムが書きたくなり、ちょうどブログが普及し始めた時期だったため、「バナナと黄色い理由」というコラム・エッセイ的な日記サイトを始めた。
2004年1月からライブドアブログに移り正式に開始した。「ザイーガ」更新のために毎日約200件のサイトをチェックし、日に10件ほどの記事をアップしていた。2008年2月時点で1億アクセス近くにまで到達した。
パルモはザイーガについて、「私も含めて、自分が持っている価値観は絶対じゃないということ。それを知ってもらうきっかけに、世間で忌み嫌われるような『毒』の側面を見せたいんです」と述べている。
2007年12月に、生物や超常現象、科学などを紹介する姉妹サイト「カラパイア」を開始。
パルモは「不思議と謎の大冒険！カラパイアは地球から宇宙の果てまで、わくわくドキドキする情報を集めて紹介するエンターテイメントサイトです」と紹介しており、「管理人パルモのアンテナにピピーンときた情報を闇鍋方式で日々お伝えしているサイト（中略）それらすべてを見ていただくことで、これまで食わず嫌いだったものにも視野を広げ、ハイパービジョンな体質改善に役立てていただくと言うのがカラパイアの趣旨の一つ」と述べている。2012年にライブドアの「ブロガーランキング」（2ちゃんねるまとめブログは含まれないランキング）で2位だった。カテゴリーは、「動物・鳥類」、「昆虫・爬虫類・寄生虫」、「水中生物」、「植物・菌類・微生物」、「料理・健康・暮らし」、「人類」、「変形・変体生物」、「絶滅・絶滅危惧種生物」などで、専門的な記事のための翻訳スタッフとして翻訳家の三浦玲子がいる。漫画家の西原理恵子は、「カラパイア」の不思議生物の記事が好きで愛読している。また、初代ギズモード編集長の清田いちるも、自身のブログでカラパイアのセンスが突出していることを取り上げている。このサイトの著作権は、2017年時点では株式会社ミンキュア（2015年10月設立）に帰属している。「カラパイア」の記事は、2017年にはエキサイトニュースで配信されていた。
「カラパイア」では闇鍋風に多様な情報を配信しているため、2016年夏から、日々の疲れを癒せるようなかわいらしい動物の動画を中心とするまとめサイト「マランダー」を開始した。マランダーは「もうたまらん、ダーッ！」から取った言葉である。